# Pixel (film, 2015)
A Pixel (eredeti cím: Pixels) 2015-ben bemutatott sci-fi akcióvígjáték, melyet Chris Columbus rendezett. A főbb szerepekben Adam Sandler, Kevin James, Josh Gad, Peter Dinklage, Michelle Monaghan, Brian Cox, Ashley Benson, Sean Bean és Jane Krakowski látható.

## Cselekmény
Egy idegen faj élő videójátékokat (például Pacman, Donkey Kong) küld a Földre, mert el akarják pusztítani az emberiséget. Az egész úgy kezdődött, hogy 1982-ben a NASA üzenetet küldött a világűrbe, mert értelmes lényeket keresett. Mintákat küldött az emberi kultúrából, baráti szándékkal, de sajnos félreértés történt. A világ sorsa így néhány lúzer kezébe került, akik régen videójáték-függők voltak, ezért csak ők győzhetik le az ellenséget.

## Szereplők
| Színész           | Szerep                 | Magyar hang    |
| ----------------- | ---------------------- | -------------- |
| Adam Sandler      | Sam Brenner            | Csőre Gábor    |
| Kevin James       | Will Cooper elnök      | Holl Nándor    |
| Michelle Monaghan | Violet Van Patten      | Németh Borbála |
| Peter Dinklage    | Eddie Plant            | Láng Balázs    |
| Josh Gad          | Ludlow Lamansoff       | Elek Ferenc    |
| Brian Cox         | Porter admirális       | Faragó András  |
| Sean Bean         | Hill tizedes           | Kőszegi Ákos   |
| Jane Krakowski    | Jane Cooper first lady | Peller Anna    |
| Affion Crockett   | Dylan Cohan őrmester   |                |
| Ashley Benson     | Lady Lisa              |                |
| Matt Lintz        | Matty Van Patten       | Gerő Botond    |
| Lainie Kazan      | Mickey Lamonsoff       | Kocsis Mariann |